# Io ballerò/Se ti va di cantare
Io ballerò/Se ti va di cantare è un singolo di Lorella Cuccarini, pubblicato nel 1987.
Scritto da Sergio Bardotti e Pippo Caruso, era la sigla iniziale del varietà televisivo di Canale 5 Festival. Il disco fu un grande successo, raggiungendo la terza posizione dei singoli più venduti..
Il lato B del disco contiene Se ti va di cantare, sigla finale dello stesso programma, scritta dagli stessi autori.

## Tracce
Lato A
1. Io ballerò – 3:40 (Sergio Bardotti-Pippo Caruso)

Durata totale: 3:40
Lato B
1. Se ti va di cantare – 4:26 (Sergio Bardotti-Pippo Caruso)

Durata totale: 4:26